# Rameau communicant blanc
Ne doit pas être confondu avec rameau communicant gris.
2 - Neurones moteurs
3 - Moelle spinale
4 - Substance blanche
5 - Substance grise
6 - Racine antérieure ou motrice
7 - Racine postérieure ou sensitive
8 - Ganglion spinal
9 - Nerf spinal
10 - Rameau postérieur ou dorsal
11 - Rameau antérieur ou ventral
12 - Rameaux communicants
13 - Rameau communicant gris
14 - Rameau communicant blanc
15 - Tronc sympathique latérovertébral
16 - rameau interganglionnaire du tronc sympathique
17 - Ganglion du tronc sympathique
Les rameaux communicants blancs sont les 14 paires de petits nerfs reliant les ganglions sympathiques du tronc sympathique aux nerfs spinaux. Ils ne sont présents que pour les nerfs thoraciques et les deux premiers nerfs lombaires.
Ils font partie du système nerveux sympathique servant de relais pour les informations entre le tronc sympathique et les organes innervés et sont constitués de fibres myélinisées et non myélinisées

## Structure
Les rameaux communicants blancs sont les sorties sympathiques pré-ganglionnaire de la moelle spinale.
Les corps cellulaires des fibres myélinisées sympathiques préganglionnaires des rameaux communicants blancs se trouvent dans la colonne cellulaire intermédio-latérale homolatérale qui s'étend de T1 à L2. 
Ces rameaux contiennent également des fibres afférentes viscérales générales (sensitives des organes) dont les corps cellulaires primaires se situent dans les ganglions sensitifs des nerfs spinaux qui font leurs connexions synaptiques dans la corne dorsale. 